# Liquid air cycle engine

Schema semplificato di un motore LACE.
1) Presa d'aria
2) Scambiatore di calore
3) Serbatoio LH_{2} (in rosso)
4) Condensatore
5) Turbopompe LH_{2} e LAIR
6) Turbina
7) Aria liquefatta (in blu)
8) Camera di combustione
9) Ugello.

Il Liquid Air Cycle Engine (LACE) (in italiano motore con ciclo ad aria liquefatta) è un propulsore che, durante l'attraversamento dell'atmosfera terrestre, liquefà e immagazzina l'ossigeno contenuto nell'aria allo scopo di ridurre il peso al decollo di un veicolo spaziale. Dal momento che in un vettore spinto da un endoreattore alimentato a ossigeno e idrogeno, la maggior parte del peso è dovuta all'ossigeno liquido, accumulare ossigeno durante la fase di volo in atmosfera consentirebbe di ridurre sostanzialmente il peso della navetta al decollo.
A battezzare così il nuovo sistema di propulsione, tra la fine degli anni cinquanta e i primi anni sessanta, furono gli ingegneri dell'azienda californiana Marquardt Company. L'idea era quella di disegnare un propulsore per navette spaziali che migliorasse l'impulso specifico degli endoreattori esistenti.

## Principio di funzionamento
Il funzionamento del LACE si basa sulla compressione e rapida liquefazione dell'aria ingerita dal motore. La compressione è ottenuta mediante una presa d'aria supersonica la cui particolare geometria genera una opportuna sequenza di onde d'urto che comprime l'aria. Questa, successivamente, si raffredda e condensa investendo uno scambiatore di calore portato fino a temperatura criogenica dall'idrogeno liquido. A questo punto l'aria liquefatta può essere pompata direttamente in camera di combustione (LACE basico) o, per cicli LACE più raffinati, ne può essere successivamente separato l'ossigeno da far reagire con l'idrogeno come in un razzo a propellente liquido convenzionale.
Queste caratteristiche pongono il LACE a cavallo tra esoreattori ed endoreattori. Per generare una spinta a punto fisso, o a basse velocità, la quantità di aria in ingresso non è sufficiente ad alimentare la combustione e il motore deve attingere, come un endoreattore, a ossidanti precedentemente immagazzinati. Ad alta velocità, invece, può bruciare l'ossigeno atmosferico come un esoreattore, o addirittura immagazzinarne una parte per una successiva fase di volo transatmosferico o a bassa velocità (di nuovo come un endoreattore).
L'impulso specifico di un LACE varia da 1000 s per il ciclo che utilizza aria fino a 3000 - 4000 secondi e un campo di velocità che va da 0 a circa Mach 4 per il ciclo con la separazione dell'ossigeno.

### Scambiatore di calore

Modulo dello scambiatore di calore del motore Scimitar. Foto: ESA

Uno dei componenti critici per questo tipo di motore è lo scambiatore di calore. Rispetto a uno scambiatore costituito di tubi e lamine dissipatrici (come un classico radiatore di autoveicolo), uno scambiatore di soli tubi è risultato meno soggetto a fenomeni di ghiacciamento e relativo bloccaggio del flusso di aria, consentendo un più facile e rapido gocciolamento della condensa. Tra gli altri metodi usati per diminuire il problema del ghiacciamento ci sono tecniche particolari per il rivestimento e la finitura superficiale dei tubi, vibrazioni ultrasoniche dello scambiatore, flusso pulsato e sghiacciamento con glicole etilenico.

### Impiego dell'idrogeno
In un ciclo LACE l'idrogeno sottrae energia termica all'aria in ingresso e libera energia chimica combinandosi con l'ossigeno in camera di combustione. Per aumentare l'efficienza dello scambiatore è necessaria la massima capacità dissipatrice del calore del sistema, facendo ricorso a catalizzatori per la conversione del para-idrogeno in orto-idrogeno. In questo modo, la reazione endotermica di conversione tra le due forme può essere sfruttata per aumentare la quantità di aria liquida prodotta, permettendo l'uso di scambiatori più compatti. L'immagazzinamento di una "poltiglia" di idrogeno liquido e solido vicina al suo punto triplo, può essere utilizzata per una "rigenerazione" dell'eventuale eccesso di idrogeno necessario nel processo di liquefazione dell'aria e conseguente miglioramento dell'impulso specifico.
Per ridurre i problemi di infragilimento da idrogeno nel motore ibrido SABRE (così come nel suo motore a getto preraffreddato derivato Scimitar) l'idrogeno non raffredda direttamente lo scambiatore (e quindi l'aria), ma gli viene interposto un ciclo chiuso con elio che circola nello scambiatore dopo essere stato raffreddato dall'idrogeno diretto alla camera di combustione. L'aumento di complessità introdotto dal ciclo di elio compenserebbe anche le catastrofiche conseguenze di un'eventuale perdita di idrogeno nello scambiatore e successiva miscelazione all'ossigeno liquido.

## Considerazioni energetiche
L'uso di un lanciatore con decollo orizzontale permette di guadagnare quota sfruttando la portanza, piuttosto che la spinta, riducendo in maniera consistente le perdite gravitazionali dei vettori convenzionali con decollo verticale.
D'altra parte, per ridurre apprezzabilmente la massa di ossigeno al decollo di un vettore spaziale, il lanciatore dovrà spendere maggior tempo nella parte bassa dell'atmosfera per caricare l'ossigeno necessario al funzionamento dei motori, con relative perdite dovute alla resistenza aerodinamica e problemi di surriscaldamento della fusoliera. Ciò porta a consumi aggiuntivi di cui bisogna tenere conto per valutare la convenienza del sistema di lancio.